# Příběh o uplakaném velbloudovi
Příběh o uplakaném velbloudovi (německy Die Geschichte vom weinenden Kamel) je německo-mongolské dokumentární drama z roku 2003. Na režii spolupracovali mongolská režisérka Byambasuren Davaa a kameraman Luigi Falorni, oba v době vzniku filmu studovali na Vysoké televizní a filmové škole v Mnichově, která film produkovala.
Film zachycuje život mongolské rodiny kočovných pastevců žijící na jihu Mongolska v nehostinném prostředí pouště Gobi (Jihogobijský ajmak). Po dlouhém a těžkém porodu přivede samice dvouhrbého velblouda albínské mládě, které ale odmítne. Když selžou ostatní prostředky, rodina se rozhodne provést rituál chöös (chööslöch, хөөслөх), kterými staří pastevci přesvědčovali velbloudí matky, aby přijaly osiřelá, nebo odmítnutá mláďata. Rodina musí řešit paradox, že nejbližší hráč na morin chúr, který by byl schopný rituál odehrát je učitel v hudební škole ve městě (centru ajmaku).
Dokumentární film Ingen egšig (Ингэн эгшиг) z roku 1987 zachytil přesvědčovací rituál. Na toto téma navázal celovečerní film Příběh o uplakaném velbloudovi dokumentárním způsobem s dohrávanými částmi.
Filmu se dostalo vesměs kladného přijetí. Byl nominován na Evropskou filmovou cenu a na Oscara za rok 2004 jako nejlepší dokument, získal Cenu FIPRESCI na San Francisco IFF a Cenu diváků na MFF Karlovy Vary 2004.